# Love → Building on Fire
"Love → Building on Fire" (lida como "Love Goes to Building on Fire") é uma canção da banda norte-americana de rock Talking Heads, lançada como seu single de estreia em 1977. O single precedeu o álbum de estreia da banda e foi gravado antes do tecladista e guitarrista Jerry Harrison se juntar à banda. Como o single foi a primeira música lançada comercialmente pela banda, seu lançamento é citado como um marco na história dela em sua entrada no Rock and Roll Hall of Fame.
A canção não aparece em nenhum dos álbuns de estúdio da banda, embora mais tarde tenha sido incluída na coletânea Sand in the Vaseline: Popular Favorites, no box set Once in a Lifetime, e como faixa bônus no relançamento do Talking Heads: 77. Uma versão ao vivo da música é apresentada no álbum ao vivo The Name of This Band Is Talking Heads.
Jerry Harrison contou que "Love → Building on Fire" é uma de suas canções favoritas para tocar ao vivo, apesar do fato de não estar presente nas gravações dela. Harrison afirmou que ele e Byrne "costumavam ter uma maravilhosa interação de guitarras parecida com o início do Television". No entanto, ele sentiu que as melhores performances ao vivo dela nunca foram gravadas.
A versão de estúdio foi produzida por Tony Bongiovi, as trompas presentes na canção foram orquestradas por Brad Baker e Lance Quinn. Masterização feita por Ted Jensen.

## Ficha técnica
Adaptado do encarte do Talking Heads: 77.
- David Byrne – vocais, guitarra
- Chris Frantz – bateria, steel pan[4][5]
- Tina Weymouth – baixo